# Ruta 910 (Costa Rica)
La Ruta 910, oficialmente Ruta Nacional Terciaria 910, es una ruta nacional de Costa Rica ubicada en la provincia de Guanacaste.

## Descripción
En la provincia de Guanacaste, la ruta atraviesa el cantón de Santa Cruz (los distritos de Tempate, Cartagena).